# Wulfhar von Minden
Wulfhar († 15. September 886 in Minden; auch: Wulfar oder Wolfer) war der vierte Bischof von Minden von 880 bis 886.
Wulfhar war wohl vor seiner Bischofswahl cancellarius (auch unter dem Namen Wolfher) bei König Ludwig dem Deutschen und bis 880 unter Ludwig III. (Ostfrankenreich) in Frankfurt.
Wulfhars Vorgänger im Bischofsamt, Theoderich starb bei der furchtbaren Schlacht mit den Normannen am 2. Februar 880 bei Ebstorf. Dieser Sieg der Normannen bewirkte auch das Nachdrängen der Slawen in das christlich-deutsche Gebiet. Bei der Abwehr dieser nachdrängenden Slawen fand Wulfhar in Minden den Tod.